# Anamnia
Die Einteilung der Lebewesen in Systematiken ist kontinuierlicher Gegenstand der Forschung. So existieren neben- und nacheinander verschiedene systematische Klassifikationen. 
Das hier behandelte Taxon ist durch neue Forschungen obsolet geworden oder ist aus anderen Gründen nicht Teil der in der deutschsprachigen Wikipedia dargestellten Systematik.
Als Anamnia (griech. an- „nicht“ und amnion „Embryonalhülle“), auch Anamniota oder Anamnier, werden Wirbeltiere bezeichnet, deren Embryonen nicht von Embryonalhüllen (Serosa und Amnion) umgeben sind. Im Gegensatz dazu werden Wirbeltiere mit Embryonalhüllen als Amnioten bezeichnet.
Die Gruppe umfasst die Amphibien und die paraphyletische Gruppe der Fische – nach moderner Taxonomie die Amphibien, Knochenfische, Knorpelfische, Neunaugen und Schleimaale sowie verschiedene ausgestorbene Wirbeltiergruppen. Anders als viele Amnioten sind die Anamnia zumindest in den frühen Stadien der Individualentwicklung stets an Wasser und auch nach Erreichen der Geschlechtsreife oft an eine feuchte Umgebung gebunden, während Embryo und Fötus der Amniota das für ihre Entwicklung nötige feuchte Milieu im amniotischen Ei bzw. im Uterus des Muttertiers vorfinden.
Im Unterschied zu den Amnioten sind die Anamnia ein klassisches Beispiel für ein paraphyletisches Taxon, das durch ursprüngliche Merkmale gekennzeichnet ist: Ihr letzter gemeinsamer Vorfahr ist der letzte gemeinsame Vorfahr aller Wirbeltiere.

## Belege
1. 1 2 3 4  Stichwort „Anamnia“ in: Herder-Lexikon der Biologie. Spektrum Akademischer Verlag GmbH, Heidelberg 2003. ISBN 3-8274-0354-5.
2. 1 2  Stichwort „Amniota“ in: Herder-Lexikon der Biologie. Spektrum Akademischer Verlag GmbH, Heidelberg 2003. ISBN 3-8274-0354-5.